# Allseas
Allseas is een bedrijf op het gebied van offshore installatie van pijpleidingen voor olie- en gastransport. Het bedrijf heeft ongeveer 4000 medewerkers. Het bedrijf is in handen van oprichter Edward Heerema. 

## Activiteiten
Allseas levert diensten op zee aan energiemaatschappijen. De belangrijkste diensten zijn het leggen van pijpleidingen en het verwijderen van platforms.
Allseas heeft zijn hoofdvestiging in Châtel-Saint Denis, Zwitserland en heeft kantoren in Nederland, België, Portugal, de Verenigde Staten, Australië en India. De diensten worden wereldwijd aangeboden.

### Schepen
In 2021 telde de vloot van Allseas drie pijplegschepen (Solitaire, Lorelay en Audacia), drie pijp bevoorradingsschepen (Alegria, Felicity en Fortress), twee offshore constructie schepen (multipurpose offshore construction vessels (OCV) Fortitude en Oceanic) en twee pontons (Iron Lady en Tog Mor). De Tog Mor is ook een pijpenlegger maar kan door zijn geringe diepgang in zeer ondiep water actief zijn. Het offshore constructie schip Calamity Jane werd eind 2020 gesloopt in Aliaga, Turkije.
In juni 2010 plaatste Allseas een order voor een nieuw schip, Pieter Schelte, vernoemd naar de vader van de oprichter Edward Heerema, Pieter Schelte Heerema. De Pieter Schelte is ontworpen voor het plaatsen en verwijderen van platforms op zee, maar kan ook gebruikt worden voor aanleg van pijpleidingen. De naamgeving van het schip riep kritiek op van o.a. de Britse minister voor energie Ed Davey en oliemaatschappij Royal Dutch Shell, omdat Pieter Schelte in de Tweede Wereldoorlog lid was van de Waffen-SS. Daarom koos Edward Heerema ervoor de naam van het schip te wijzigen naar Pioneering Spirit.

### Diepzeemijnbouw
Medio 2019 werd bekend dat Allseas 150 miljoen dollar heeft gestoken in de Canadese start-up DeepGreen. DeepGreen wil knollen, met kobalt, koper en nikkel, van de zeebodem naar de oppervlakte halen op een milieuvriendelijke manier en vervolgens aan land brengen. Het bedrijf heeft al een concessie in een gebied, zo'n tweemaal de omvang van Nederland, in de Grote Oceaan om te mijnen op 4 tot 6,5 kilometer diepte. DeepGreen wil in 2025 starten met de daadwerkelijke diepzeemijnbouw.

Kernenergie
in juni 2025 maakte Allseas bekend hun vloot vanaf 2030 op kernenergie te willen laten varen. Het bedrijf zal hiermee wereldwijd de eerste civiele rederij zijn. Samen met de TU Delft wil het bedrijf hiervoor een nieuwe reactor ontwikkelen.

## Geschiedenis
Edward Heerema is de zoon van Pieter Schelte Heerema, oprichter van de voorloper, het Heerema concern.
In 1948 vlucht Pieter Schelte Heerema, vader van Edward Heerema, voor de gevolgen van zijn lidmaatschap van de Waffen-SS naar Zuid-Amerika.  In 1958 vindt hij in Venezuela een betonpaal uit die zeewater kan verduren en betaalbaar is. In een aantal jaar bouwt hij de Cariben en Venezuela vol met pieren en bruggen. Als hij in 1981 komt te overlijden, laat hij zijn bedrijf Heerema na aan Edward Heerema. De vier broers van Edward blijven achter met lege handen, maar worden na een langdurige juridische strijd uitgekocht voor € 455 miljoen door broer Pieter. Edward richt in januari 1985 Allseas op.
Medio 2020 werd bekend dat bij Allseas zo'n 300 banen gaan verdwijnen en het bedrijf minder gaat investeren. Deze maatregelen zijn nodig door de lage olieprijs en de coronapandemie waardoor de sector investeringen in olie- en gasprojecten uitstelt. Hierdoor hebben de schepen van Allseas minder werk en de banen verdwijnen vooral bij het varend personeel. In totaal werken er zo'n 4000 mensen bij Allseas.

## Afbeeldingen

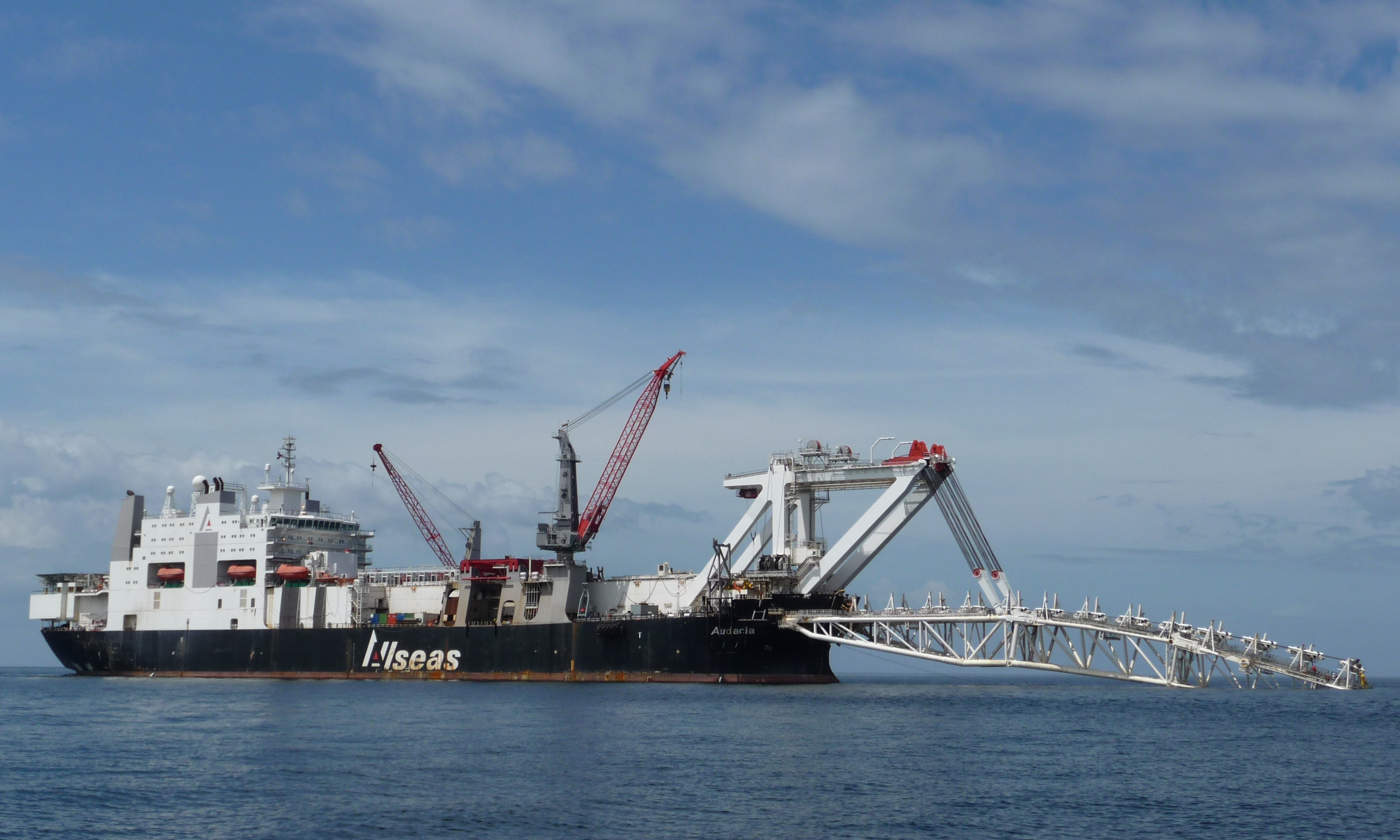
Audacia
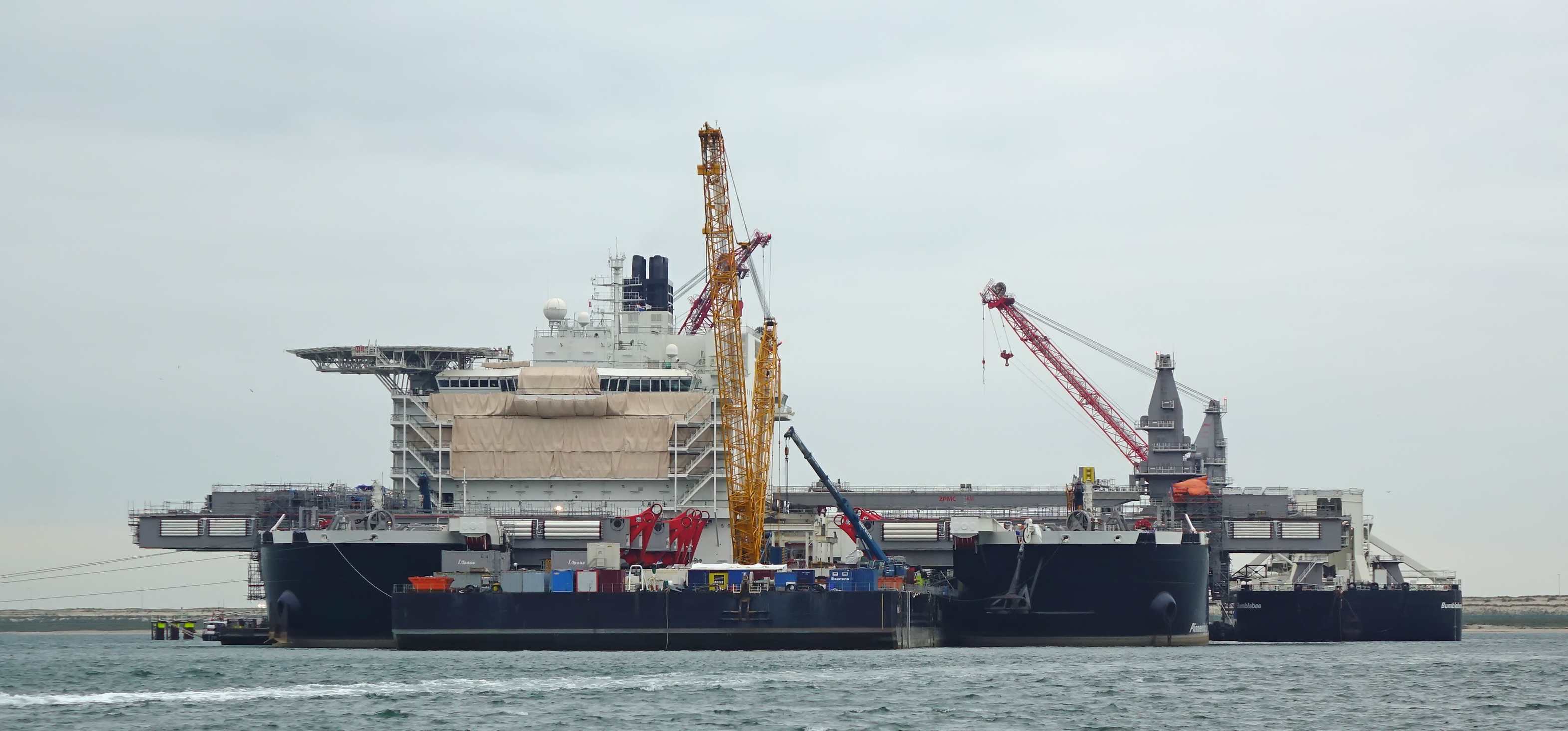
Pioneering Spirit
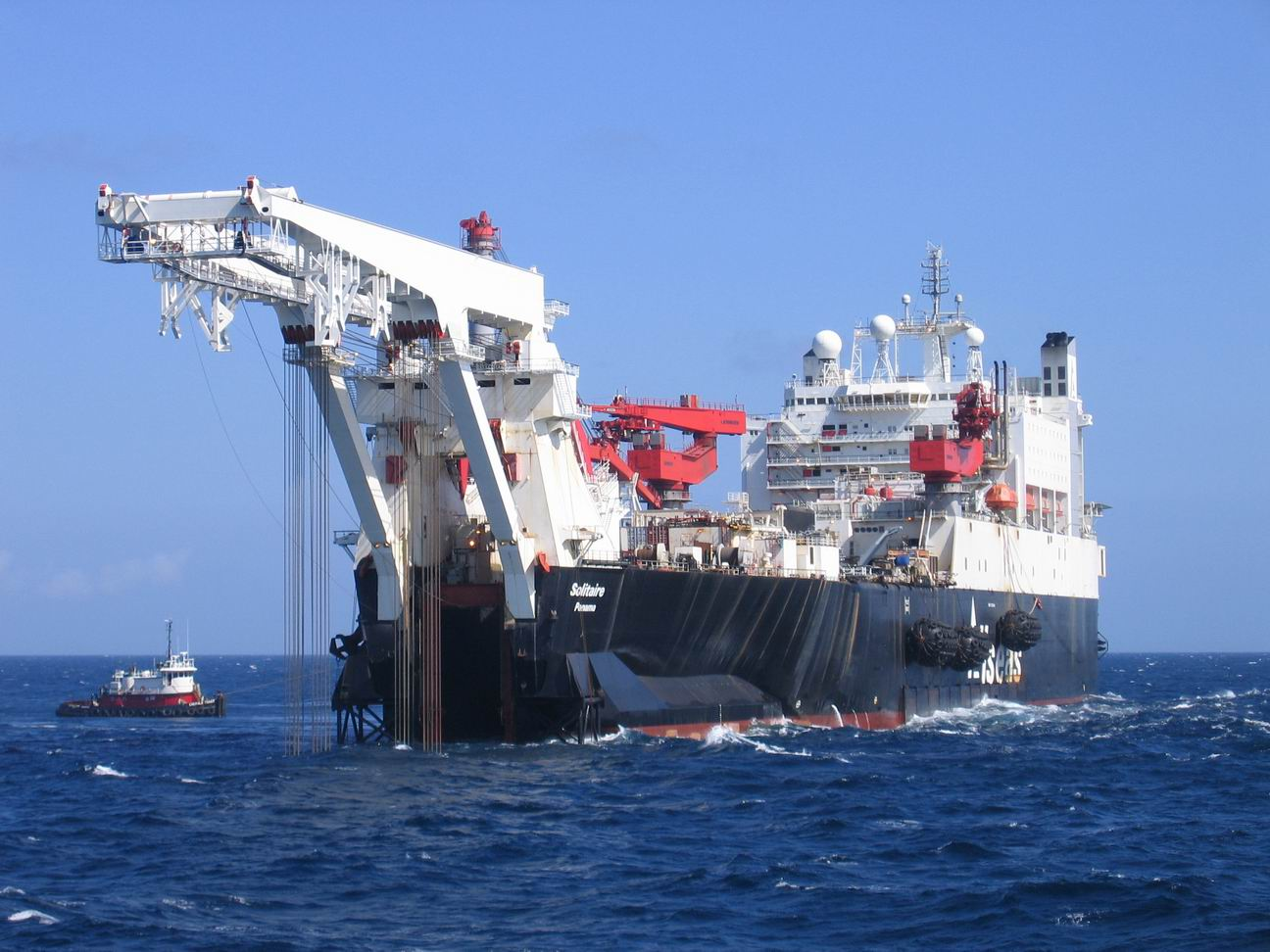
Solitaire pijpenlegschip
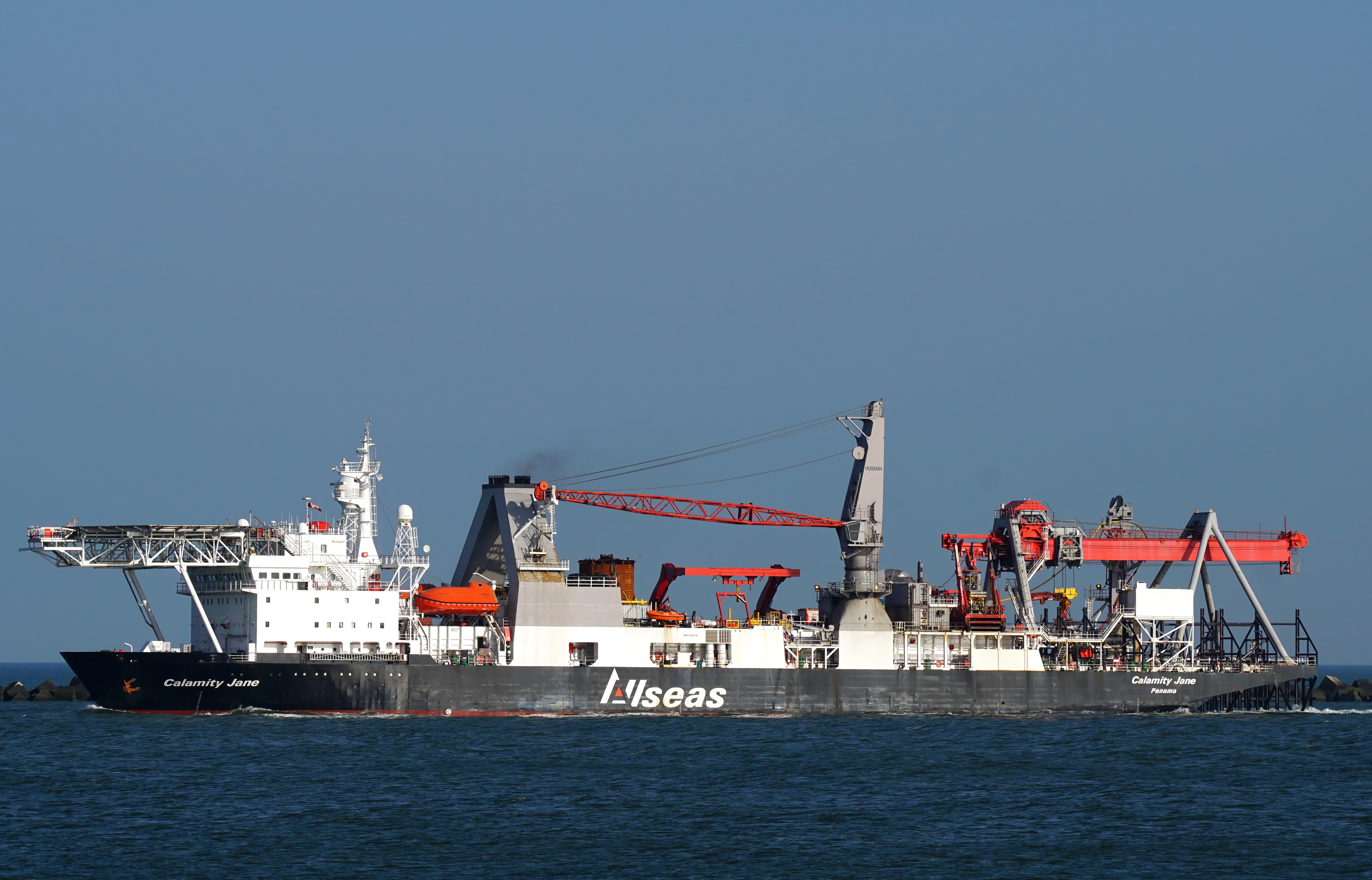
Calamity Jane
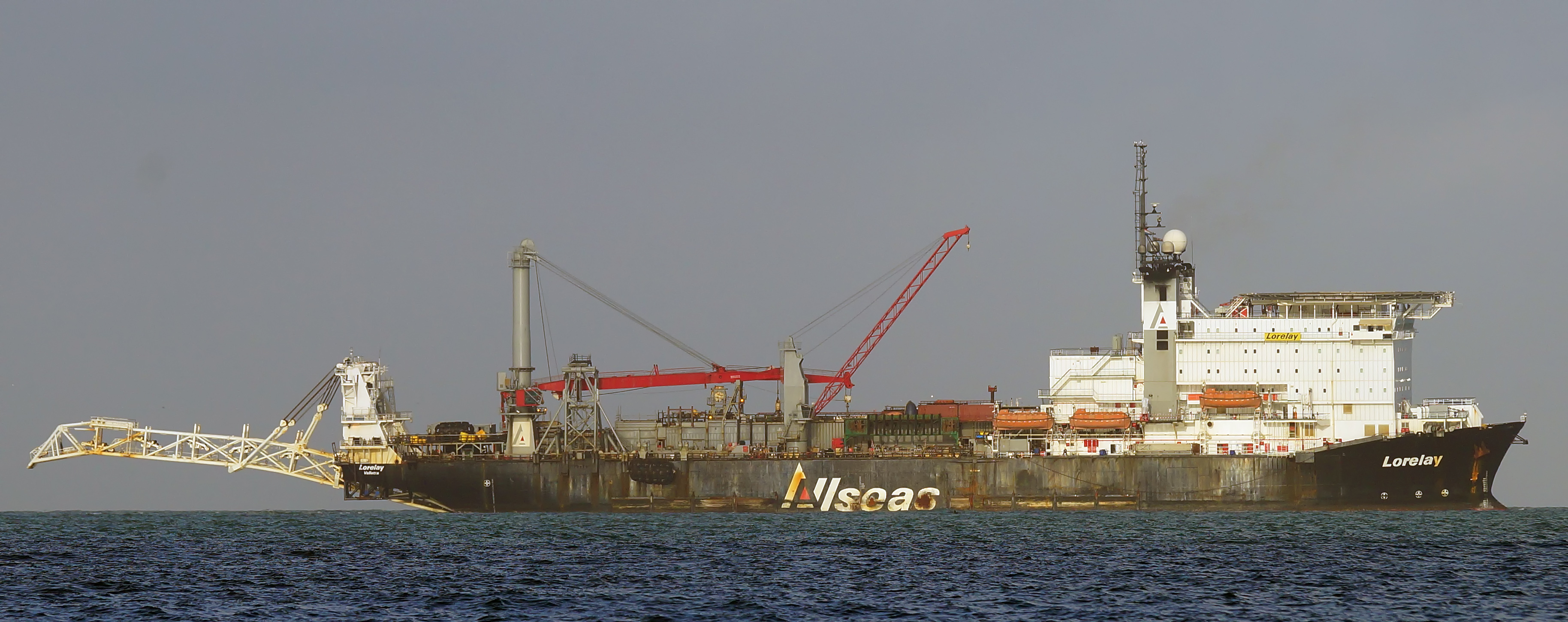
Lorelay